# Toronto Phantoms
Die Toronto Phantoms waren ein Arena-Football-Team in der Arena Football League aus Toronto, Ontario in Kanada. Ursprünglich wurde das Franchise in New York City als New York CityHakws gegründet. Zwei Jahre später zog das Franchise nach Hartford und nannte sich New England Sea Wolves, ehe sie ein zuletzt nach Toronto umzogen.

## Geschichte

### New York CityHawks (1997–1998)
Das Franchise wurde 1997 als New York CityHawks gegründet. Es war das zweite Franchise in New York nach den New York Knights 1988.
Die beiden Spielzeiten waren eine Enttäuschung. Nur fünf Spiele wurden in zwei Spielzeiten gewonnen. Die Playoffs beide Male verpasst.  Doch nicht nur die sportlichen Ergebnisse ließen zu wünschen übrig, sondern auch die Zuschauerzahlen. Nur 6.500 Zuschauer wollten im Schnitt die Spiele der CityHawks anschauen, knapp 40 % unter dem AFL Durchschnitt.
Nach der Saison 1998 wurde das Franchise nach Hartford verlegt und in New England Sea Wolves umbenannt.
Laut einer Online-Abstimmung haben die CityHawks den unbeliebtesten Namen der AFL-Geschichte.

### New England Sea Wolves (1999–2000)
Auch die beiden Spielzeiten als Sea Wolves verliefen weniger erfolgreich. Im Jahr 2000 erreichte man zwar die Playoffs, scheiterte aber im Wild Card Game gegen die Oklahoma Wranglers. Nach dieser Saison wurde das Franchise erneut verlegt, diesmal nach Toronto. Die kanadische Footballliga Canadian Football League (CFL) war nicht begeistert von diesem Umzug. Laut dem damaligen Ligapräsidenten Jeff Giles, verkündete die AFL anfangs, dass man mit dem AFL-Programm niemals der CFL schaden oder in Konkurrenz treten wolle.

### Toronto Phantoms (2001–2002)
So markierten die Toronto Phantoms einen vergeblichen Versuch mit der Arena Football League in den kanadischen Markt einzutreten. Das Team, welches nun Rogers Communications gehörte, spielte in den Saisons 2001 sowie 2002 und wurde danach aufgelöst. Immerhin konnte das Franchise zum ersten Mal in seiner Geschichte bis in das Viertelfinale 2001 einziehen, unterlag allerdings dort den Nashville Kats.
Alle Heimspiele wurden im Air Canada Centre, der Heimat der Toronto Maple Leafs in der National Hockey League, den Toronto Raptors, der National Basketball Association und den Toronto Rock der National Lacrosse League ausgespielt. Die größten Rivalen waren die Buffalo Destroyers.
Das Logo der Toronto Phantoms zeigt einen Sensenmann, auf dessen Sense das Wort Toronto mit dem darüber stehenden Schriftzug Phantoms führt. Der Name wurde von dem Musical Phantom der Oper, von Andrew Lloyd Webber abgeleitet, das im Canon Theatre in Toronto aufgeführt wurde.

## Saisonstatistiken
| Jahr | Team                   | Liga | S | N  | Playoffs erreicht | Playoffrunde                                                                         |
| ---- | ---------------------- | ---- | - | -- | ----------------- | ------------------------------------------------------------------------------------ |
| 1997 | New York CityHawks     | AFL  | 2 | 12 | nein              |                                                                                      |
| 1998 | New York CityHawks     | AFL  | 3 | 11 | nein              |                                                                                      |
| 1999 | New England Sea Wolves | AFL  | 5 | 9  | nein              |                                                                                      |
| 2000 | New England Sea Wolves | AFL  | 8 | 6  | ja                | N Wild Card Game gg. Oklahoma Wranglers 38:52                                        |
| 2001 | Toronto Phantoms       | AFL  | 8 | 6  | ja                | S Wild Card Game gg. New York Dragons 64:57 N Viertelfinale gg. Nashville Kats 38:45 |
| 2002 | Toronto Phantoms       | AFL  | 5 | 9  | ja                | N Viertelfinale gg. Orlando Predators 46:49                                          |

## Zuschauerentwicklung
| Jahr | Team                   | Zuschauerdurchschnitt |
| ---- | ---------------------- | --------------------- |
| 1997 | New York CityHawks     | 6.372                 |
| 1998 | New York CityHawks     | 6.662                 |
| 1999 | New England Sea Wolves | 7.429                 |
| 2000 | New England Sea Wolves | 6.128                 |
| 2001 | Toronto Phantoms       | 6.921                 |
| 2002 | Toronto Phantoms       | 6.974                 |